# Paul Kuhstohs
Paul Kuhstohs, né le 26 avril 1870 à Bruxelles, et mort à Paris 9e le 31 mars 1898, est un peintre belge.
Son champ pictural, d'essence naturaliste et pleinairiste, couvre les marines et les paysages.

## Biographie

### Famille
Paul (Paul Adrien Chrétien Marie) Kuhstohs, né le 26 avril 1870 à Bruxelles, est le fils de Jean Joseph Ernest Kuhstohs (1839-1891), et de Moïna Antoinette Eugénie Zoé Bascou (1838-1909), mariés à Bruxelles le 16 août 1864. Paul Kuhstohs épouse à Paris 7e le 24 mai 1894, en présence de Franz Courtens qui officie en qualité de témoin, Germaine Raux (1876-1950), avec laquelle il a trois filles, nées rue Caroly no 33 à Ixelles, où demeure le couple : Simone (1895-1980), Lucienne (1896-1974) et Marcelle (1898-1985), religieuse carmélite.

### Formation
Paul Kuhstohs dessine dès l'âge de quatorze ans, tantôt seul, tantôt sous la direction d'Eugène Plasky, puis il étudie la peinture auprès de Franz Courtens auquel il a montré ses études et qui pressent son talent. Dès 1886, il expose au Salon de Gand.

### Carrière

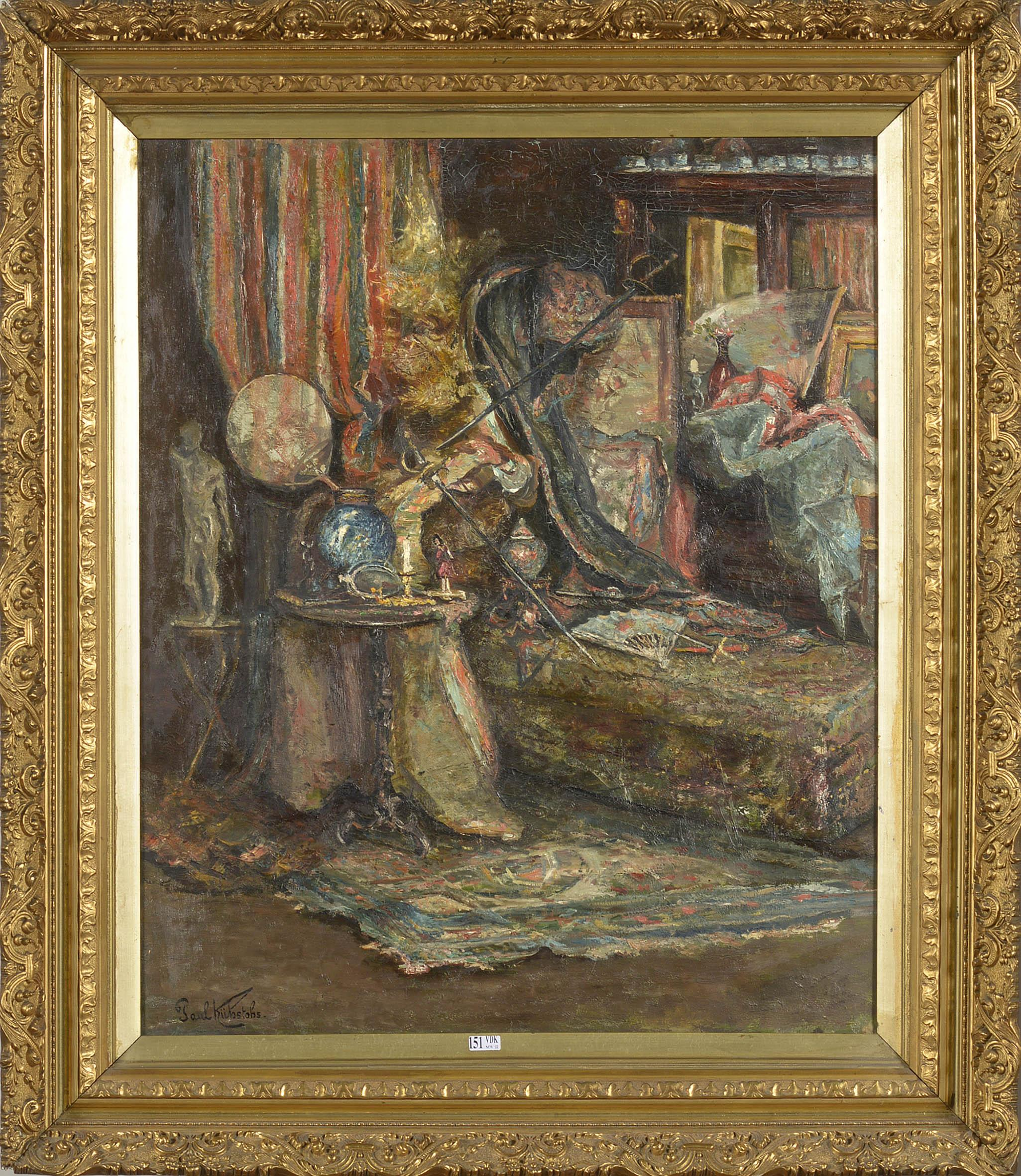
L'Atelier de l'artiste.

Paul Kuhstohs expose régulièrement aux salons triennaux belges. Compagnon d'études de Georges de Burlet, ils exposent conjointement au Cercle artistique d'Anvers en 1895.
Il possède son propre atelier de peinture, rue du Trône no 210. Dans cet espace construit en forme de temple ionique et éclairé par de larges verrières, l'artiste peut exposer ses œuvres en toute indépendance. En 1897, lorsqu'il expose Les Vieux à la Biennale de Venise, il a le privilège d'être le seul artiste belge auquel le roi d'Italie Humbert Ier achète une œuvre.
Paul Kuhstohs meurt rue Chaptal no 3 dans le 9e arrondissement de Paris, à l'âge de 27 ans, le 31 mars 1898. Deux de ses œuvres sont exposées posthumement au Salon de Paris. Un an après sa mort, l'intégralité de son atelier de peinture est vendue à Bruxelles.

## Œuvre

### Caractéristiques

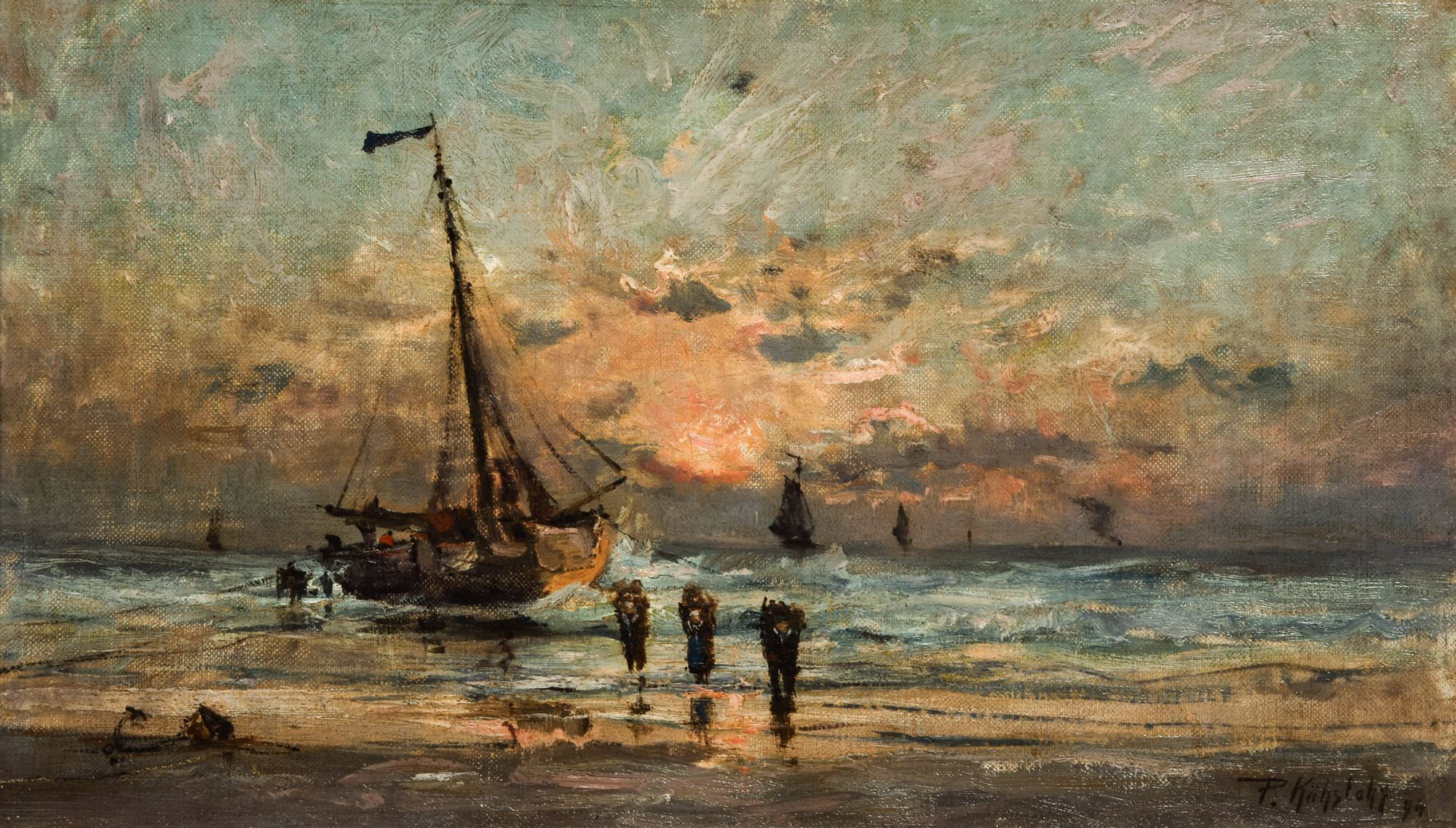
Retour des pêcheurs sur la plage (1896).

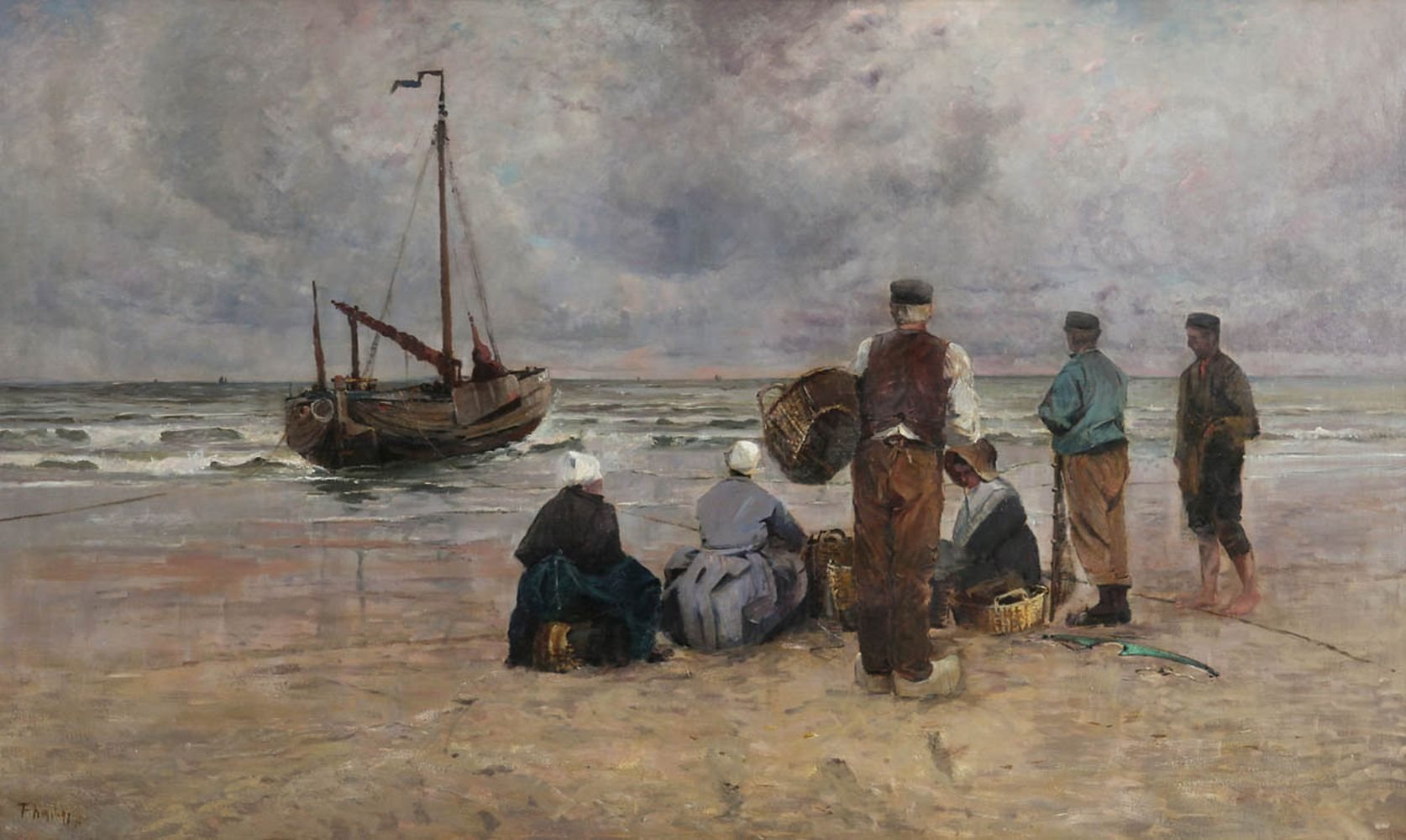
Le Retour de la pêche à Katwijk aan Zee (Hollande) (vers 1897).

Son champ pictural, d'essence naturaliste et pleinairiste, couvre les marines et les paysages. Âme de poète, il rend admirablement la beauté des vagues. Ses ciels tourmentés avec des nuages déchiquetés sont tragiques. L'eau aux reflets changeants est transparente et mobile. En 1896, Jules Du Jardin, critique d'art, voit en lui un artiste en devenir un paysagiste de valeur, poursuivant la tradition des peintres de l'École de Termonde. Cette colonie de peintres paysagistes, dont Franz Courtens est le chef de file, suivi par Jacques Rosseels et Isidore Meyers est d'essence naturaliste et prône une peinture saine et franche.
Après son séjour en Zélande, Paul Kuhstohs, devient plus personnel dans son art et enrichit sa palette de colorations prismatiques, nuancées à l'infini. Ses thèmes souvent tristes à souhait alternent avec de rares sourires. Il a planté son chevalet à Veere qui lui ont inspiré : Les Vieux, L'Heure des vêpres, les Marchands de poissons, Pêcheurs de coquillages la nuit ou encore L'Attente, privilégiant parfois le procédé brillant aux dépens de l'idée.
Coloriste avant tout, il recherche les effets plutôt que la forme, peignant pour peindre, tantôt un coucher de soleil, tantôt une tempête, tantôt un sous-bois ou un paysage hollandais parce qu'il aime la couleur pour elle-même et qu'un ciel de feu, une aube rose, un automne doré, une belle harmonie verte et rouge de prairies et de toitures hollandaises le font vibrer d'enthousiasme. Le peintre Jef Leempoels qui prononce l'éloge funèbre du défunt, rappelle que Paul Kuhstohs fréquente assidûment la nature, en surprenant le murmure mystérieux, l'inexprimable, l'âme enfin, qu'il s'efforce de transporter vibrante sur la toile. L'harmonie s'accomplit entre l'esprit vivifiant et la matière. Le peintre a pris rang parmi les paysagistes de race en moins de dix ans de carrière.

### Expositions

#### Belgique
- Salon de Gand de 1886 (XXXIIIe) : Coucher de soleil, port de Zaandam (Hollande)[5].
- Salon de Bruxelles de 1887 : Les Pêcheurs du Zuiderzee[6].
- Salon d'Anvers de 1888 : Les Estacades d'Ostende[7].
- Salon de Gand (XXXIVe) de 1889 : La Mer du nord et La Vie[8].
- Salon d'Anvers de 1891 : La Vague ; mer du Nord et Le Buisson ; Hollande[9].
- Salon de Gand (XXXVe) de 1892 : Gros temps ; mer du Nord et La Chapelle du couvent ; fin du jour[10].
- Salon de Bruxelles de 1893 : Le Travail des femmes (Katwijk aan Zee, Hollande, après gros temps)[11].
- Cercle artistique d'Anvers du 17 au 24 février 1895 : 30 peintures, dont La Nuit, Les Deux vagues, Les Mouettes et Pâles rayons[3].
- Salon de Gand (XXXVIe) de 1895 : Départ pour la pêche (Hollande) et Nuées crépusculaires[12].
- Salon de Bruxelles de 1897 : L'Heure des Vêpres et Ferme flamande[13].
- Salon d'Anvers de 1898 (posthume) : La Nuit et Sérénité[14].

#### France
- Salon des artistes français de 1891 : La Vague ; mer du Nord[15].
- Salon de 1893 : La Vague et La Chapelle du couvent ; fin du jour[15].
- Salon de 1894 : La Nuit[15].
- Salon de 1895 : Nuées crépusculaires[15].
- Salon de 1897 : En Zélande ; paysage, Le Nuage ; marine[15].
- Salon de 1898 (posthume) : Le Retour de la pêche à Katwijk aan Zee (Hollande) et L'Heure des vêpres au pays flamand[15].

#### Italie
- Biennale de Venise de 1897 : Les Vieux, acquis par le roi d'Italie Humbert Ier[2].

### Galerie

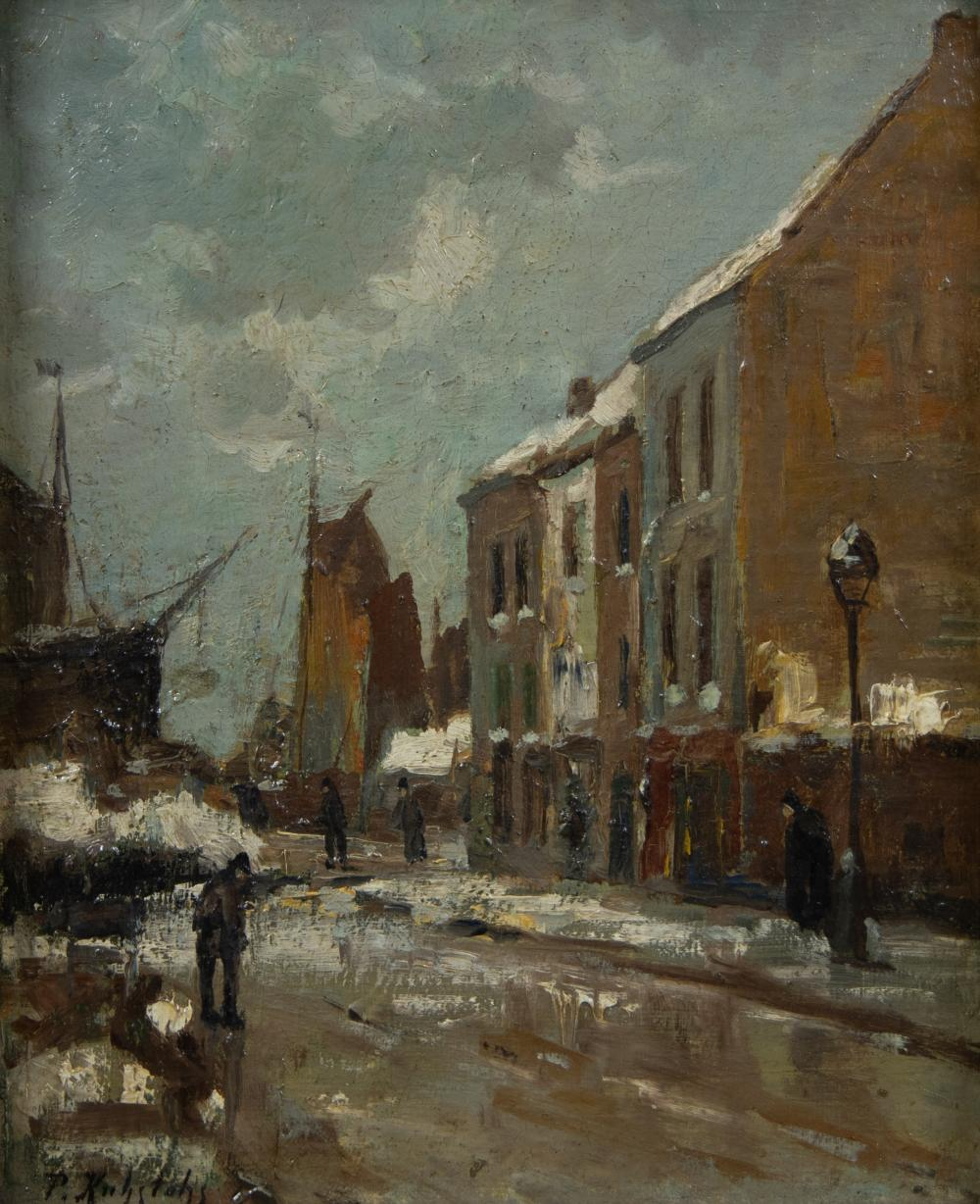
Vue d'hiver.
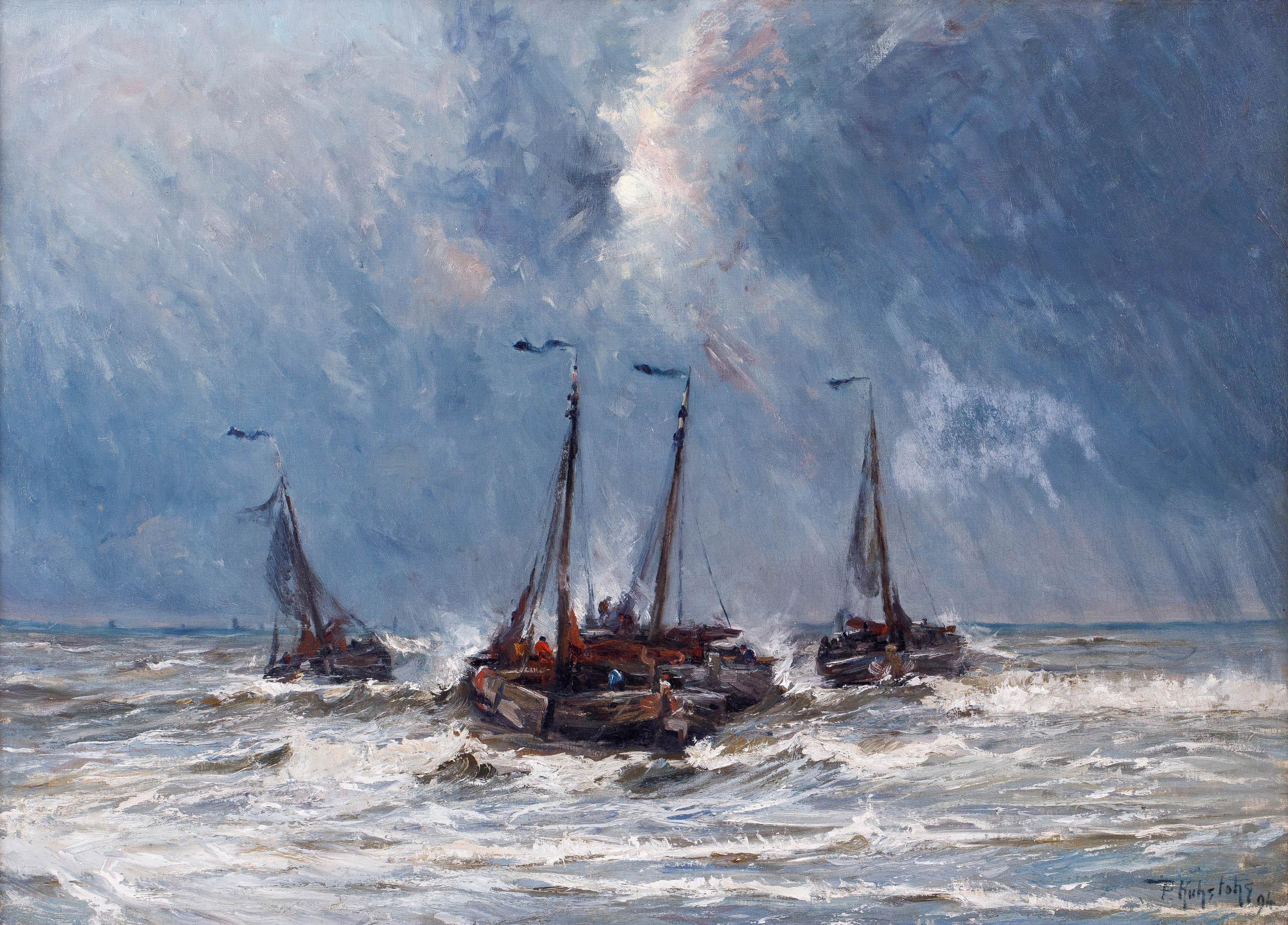
Péniches de Heist sur les côtes d'Ostende (1894).
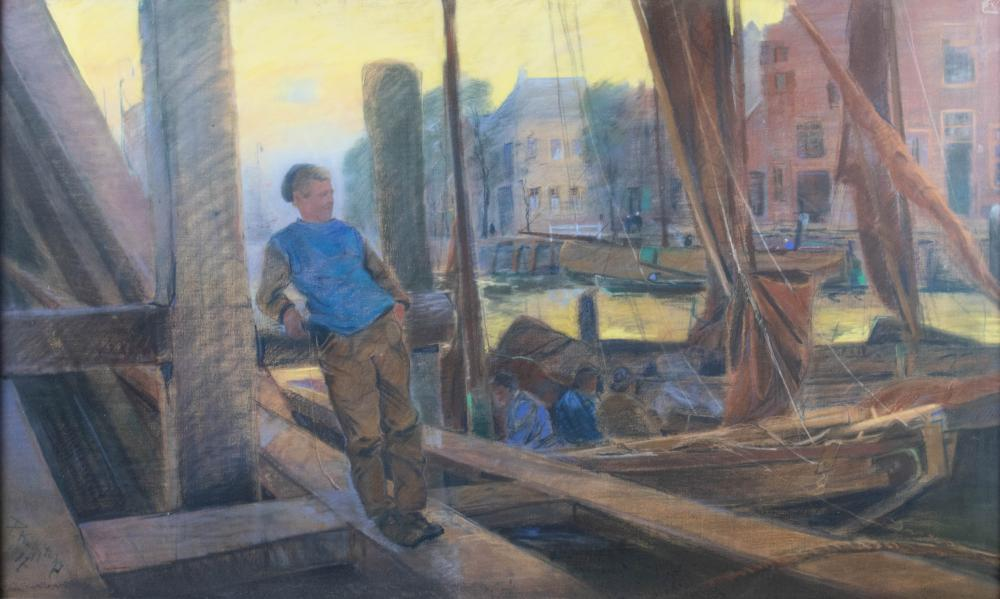
Bateaux sur les quais (1897).
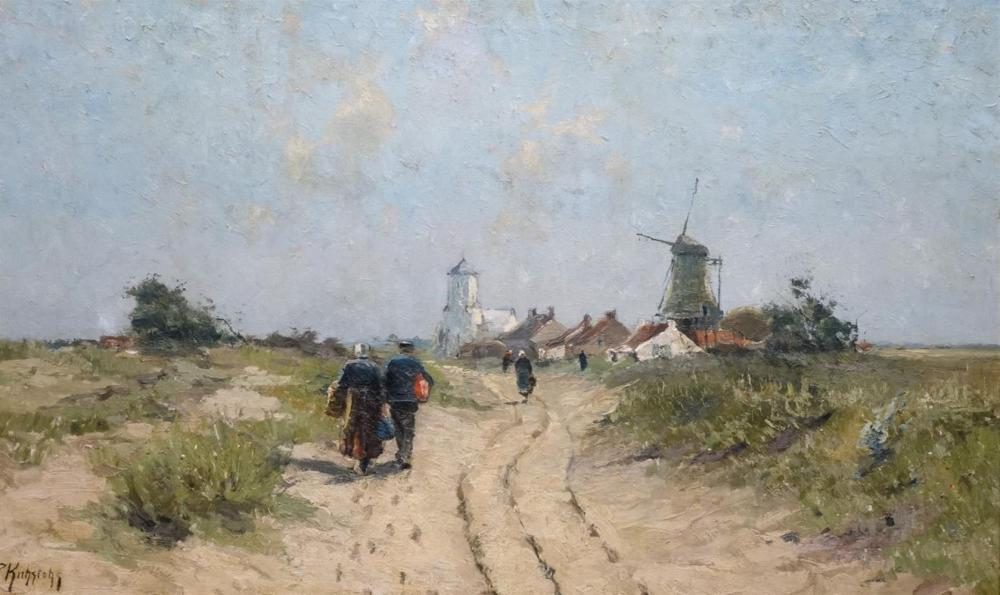
Marcheurs dans les dunes.